# Olivier Vodoz
Olivier Vodoz, né le 10 septembre 1943 à Vevey (originaire de La Tour-de-Peilz), est une personnalité politique genevoise, membre du Parti libéral suisse.

## Biographie

### Origines et famille
Olivier Vodoz naît le 10 septembre 1943 à Vevey, dans le canton de Vaud. Il est originaire de la commune voisine de La Tour-de-Peilz. Son père est pasteur. Il a deux sœurs aînées : la conseillère nationale des Verts Irène Gardiol et le professeur de littérature Doris Jakubec. Antoine Vodoz, conseiller d'État vaudois libéral et conseiller national, est son oncle paternel,.
Il est marié à Martine Vodoz née Joris et père de deux enfants.

### Études, armée et parcours professionnel
Après l'école primaire dans le canton de Vaud, il fréquente le Collège Calvin à Genève de 1960 à 1964. Il étudie ensuite le droit à l'Université de Genève, dont il sort diplômé en 1967. Il obtient son brevet d'avocat en 1971.
Jusqu'en 1989, il travaille à Genève comme avocat, de 1968 à 1971 au Barreau de Genève puis au sein de l'étude Haissly & Vodoz. Il préside l'Office du tourisme de la ville de Genève de 1986 à 1989 et l'antenne genevoise de la LICRA.
Il est grenadier de montagne à l'armée.

### Parcours politique
Olivier Vodoz est membre du parti libéral genevois. Sa carrière politique débute en 1977 lorsqu'il est élu au parlement cantonal. Il y siège pendant douze ans, jusqu'en 1989. Il préside par ailleurs le parti libéral genevois de 1976 à 1977.
Le 12 novembre 1989, il est élu au Conseil d'État genevois, où il reprend le département des finances et le département des affaires militaires, succédant à Robert Ducret.
Il est réélu quatre ans plus tard, le 14 novembre 1993, obtenant le deuxième meilleur score derrière le radical Guy-Olivier Segond. Il occupe la fonction de président du gouvernement de 1994 à 1995. Arrivé au terme de son second mandat en décembre 1997, il décide de ne pas se représenter et de mettre un terme à sa carrière politique[réf. obsolète]. La socialiste Micheline Calmy-Rey, élue au gouvernement lui succède à la tête des finances du canton.

### Autres mandats
En mars 1998, il devient membre du conseil d'administration de l'Union bancaire privée puis de la Banque Heritage (de) en avril 1999[source insuffisante]. Il est également membre du conseil d'administration du groupe d'assurances Helvetia de 2001 à 2008[réf. nécessaire].
En 1998, il est élu au Comité international de la Croix-Rouge, dont il est l'un des deux vice-présidents depuis janvier 2006[source insuffisante].

### Divers
En 1993, il participe au film L'État c'est quoi ? I : Élire de Patrick Conscience. Le film, qui fait partie d'une série inachevée en trois parties, a pour but de sensibiliser les jeunes au civisme et à la politique.